# Suzanne (Ardenas)
Suzanne é uma comuna francesa na região administrativa de Grande Leste, no departamento das Ardenas. Estende-se por uma área de 6,45 km². Em 2010 a comuna tinha 65 habitantes (densidade: 10,1 hab./km²).